# گریت ایتون
گریت ایتون (به انگلیسی: Great Ayton) یک روستا و محله مدنی در بریتانیا است که در همبلتون واقع شده‌است. گریت ایتون ۴٬۶۲۹ نفر جمعیت دارد.